# 마루오카역
마루오카역(일본어: 丸岡駅, まるおかえき)은 일본 후쿠이현 사카이시에 있는 해피라인 후쿠이의 철도역이다.

## 역 구조
2면 2선 구조의 지상역이다. 역사는 상행선 승강장 쪽에 있으며, 하행선 승강장과는 과선교로 이어져 있다.
후쿠이 지역 철도부가 관리하는 간이 위탁역이다.

### 승강장
| 역사쪽 | ■ 해피라인 후쿠이선 | 후쿠이 · 쓰루가 방면   |
| 반대쪽 | ■ 해피라인 후쿠이선 | 가나자와 · 도야마 방면 |

## 역세권 정보
- 마루오카성

## 역사
- 1926년 5월 1일 - 일본국유철도 호쿠리쿠 본선의 모리타 역 ~ 마루오카 역 사이에 신설 개업.
- 1987년 4월 1일 - 민영화에 따라 서일본 여객철도의 소속이 되었다.
- 2024년 3월 16일: 호쿠리쿠 신칸센 가나자와역 ~ 쓰루가역 연장 개통에 따라, 해피라인 후쿠이로 이관됨.

## 인접역
| 해피라인 후쿠이 ■ 해피라인 후쿠이선 | 해피라인 후쿠이 ■ 해피라인 후쿠이선 | 해피라인 후쿠이 ■ 해피라인 후쿠이선 |
| ----------------------------------- | ----------------------------------- | ----------------------------------- |
| 하루에 쓰루가 방면                  | 보통                                | 아와라온센 다이쇼지 방면            |